# Murphy Brown
Murphy Brown är en amerikansk komediserie från 1988-1998. Candice Bergen spelade journalisten Murphy Brown. I Sverige har TV-serien sänts på TV3, TV4 och TV4 Komedi.

## Rollista i urval
- Candice Bergen - Murphy Brown
- Faith Ford - Corky Sherwood (även Forrest, Silverberg)
- Pat Corley - Phil
- Charles Kimbrough - Jim Dial
- Robert Pastorelli - Eldin Bernecky
- Joe Regalbuto - Frank Fontana
- Grant Shaud - Miles Silverberg
- Lily Tomlin - Kay Carter-Shepley

### Gästskådespelare i urval
- John Hostetter - John
- Janet Carroll - Doris Dial
- Jay Thomas - Jerry Gold
- Colleen Dewhurst - Avery Brown, Murphys mamma
- Darren McGavin - Bill Brown, Murphys pappa
- Scott Bakula - Peter Hunt
- Jane Leeves - Audrey Cohen
- Robin Thomas - Jake Lowenstein
- Christopher Rich - Miller Redfield
- Paula Cale - McGovern
- Alan Oppenheimer - Gene Kinsela
- Garry Marshall - Stan Lansing
- Rose Marie - Frank Fontanas mamma
- Paul Reubens - Andrew J. Lansing, III